# Jelšina
Jelšina je přírodní rezervace v oblasti TANAP.
Nachází se v katastrálním území obcí Štôla, Mengusovce a Batizovce v okrese Poprad v Prešovském kraji. Území bylo vyhlášeno či novelizováno v roce 1991 na rozloze 16,4300 ha. Ochranné pásmo nebylo stanoveno.